# Cavour (C 550)
De (MM) Cavour (C 550) is een vliegdekschip van de Italiaanse Marine. In 2011 nam het de rol van vlaggenschip over van het kleinere vliegdekschip Giuseppe Garibaldi.
De Cavour werd tussen 2001 en 2004 gebouwd, maakte op 22 december 2006 de eerste proefvaart, en werd in 2009 in dienst genomen. Haar thuishaven is La Spezia, in het noordwesten van Italië. Het is het derde schip van de Italiaanse marine dat werd vernoemd naar graaf Camillo Benso di Cavour (1810-1861), de eerste premier van het verenigde Italië. Het identificatienummer "550" werd overgenomen van de in 2006 uit dienst genomen helikopterkruiser Vittorio Veneto.
Het vliegdekschip is ontworpen om te opereren met tien V/STOL-vliegtuigen en twaalf helikopters. De hangar onder het vliegdek meet 134,2 bij 21 meter, met plaats voor twaalf toestellen. Het kan eventueel ook gebruikt worden om 24 Ariete-tanks, 50 Dardo-pantservoertuigen of ruim 100 Iveco LMV-terreinwagens te verschepen. Het vliegdek zelf meet 220 bij 34,5 meter. Het is vooraan voorzien van een schans voor STOL-vliegtuigen. Twee liften brengen toestellen uit de hangar naar het vliegdek en omgekeerd.
De helikopters aan boord zijn onder meer van het type SH-3D, NH90 en EH-101. De vliegtuigen zijn van het type AV-8 Harrier. Zij worden vervangen door F-35B's wanneer die beschikbaar zijn. Italië neemt deel aan de ontwikkeling van dit Amerikaanse toestel.
De Cavour is verder bewapend met 32 Aster 15-luchtdoelraketten, twee stuks OTO Melara 76 mm-geschut en drie stuks OTO Melara/Oerlikon Contraves 25 mm-luchtafweergeschut. Het heeft ook twee torpedolokvogels die aan een kabel worden voortgesleept, eveneens van OTO Melara.
In januari 2010 werd de Cavour voor het eerst operationeel ingezet. Het werd toen naar Haïti gestuurd om te helpen na de zware aardbeving die dat land had getroffen. Van juni 2015 tot mei 2016 diende ze als vlaggenschip van Operatie Sophia (EUNAVFOR Med) tegen mensensmokkel in de Middellandse Zee.